# WESSAP
WESSAP TOKYO合同会社（ウィザップ　トウキョウ）は、日本の芸能事務所。。

## 所属タレント
- 原健輔
- 森崎真帆
- 津田宗司
- 伊東秀悟
- 日向
- 御縁明日菜
- MAHO
- SAKURA
- 皇れいな
- あかつきはやと
- 奈波
- 伊東明音
- 山方まゆ
- 川野希望
- 新荻あかね
- RIRI
- 市村大輔
- 生方ひとみ
- 高松一誠
- MAKI
- 田島桜丞
- 漁野裕花
- 内田茉莉花
- 廣部仁子
- 杏野もも